# Andrew Rayel
Andrew Rayel (ur. 21 lipca 1992 w Kiszyniowie) – mołdawski DJ i producent muzyki trance. Student wychowania fizycznego. W plebiscycie DJ Mag Top 100 na rok 2013 został sklasyfikowany na 28. miejscu.

## Życiorys
Andrew Rayel w wieku 13 lat zaczął produkować swoje pierwsze utwory. Inspirował się twórczością Tiesto i Armina van Buurena. Zadebiutował w 2010 roku utworem "Always In Your Dreams". Jednak produkcja ta przeszła niemal niezauważona, mimo swojej premiery w Tiësto's Club Life. Rok 2011 okazał się przełomowy. Utwór "Aether" został wydany na kompilacji A State of Trance 2011, otwierając drogę ku karierze młodemu producentowi. Kolejny singiel "550 Senta" okazał się wielkim sukcesem. Armin van Buuren umieścił go na swojej kompilacji A State of Trance 2012. Z kolei jesienią "How Do I Know" i "Aeon of Revenge" znalazły się na ekskluzywnej kompilacji Universal Religion Chapter 6.
Ogromne zainteresowanie produkcjami Rayela pozwoliło mu zadebiutować w prestiżowym zestawieniu DJ MAG Top 100 DJs na 77. miejscu.
Ponadto w zestawieniu dwudziestu najpopularniejszych utworów 2012 roku według słuchaczy A State of Trance znalazły się aż cztery produkcje Andrew Rayela, czyniąc go odkryciem roku.
Andrew pod koniec maja wydał swój debiutancki album "Find Your Harmony".

## Dyskografia

### Albumy
2014 Find Your Harmony
2017 Moments

### Kompilacje
2013 Mystery of Aether
2015 Find Your Harmony 2015

### Single
2011 Aether
2011 Opera
2011 Drapchi / Deflageration
2011 550 Senta / Believe
2012 Aeon of Revenge / Source Code
2012 How Do I Know (feat. Jano)
2012 Coriolis / Exponential
2013 Musa / Zeus
2013 Sacramentum (with Bobina)
2013 We Are Not Afraid Of 138 (with Alexandre Bergheau)
2013 Until the End (with Jwaydan)
2013 Dark Warrior
2014 EIFORYA (with Armin van Buuren)
2014 Goodbye (feat. Alexandra Badoi)
2014 One In A Million (feat. Jonathan Mendelsohn)
2015 Miracles (feat. Christian Burns)
2015 We Bring The Love (feat. Sylvia Tosun)
2015 Daylight (feat. Jonny Rose)
2015 Chased (with Mark Sixma)
2015 Mimesis (with Alexander Popov)
2016 Winterburn (with Digital X feat. Sylvia Tosun)
2016 Once In A Lifetime Love (feat. Kristina Antuna)
2016 Epiphany
2016 All Systems Down (with KhoMha)
2016 Take It All (with Jochen Miller feat. Hansen Tomas)
2017 I'll Be There (feat. Eric Lumiere)
2017 Connected (with ATB)
2017 Tacadum
2017 My Reflection (feat. Emma Hewitt)
2017 Lighthouse (feat. Christina Novelli)
2017 Heavy Love (& Max Vangeli feat. Kye Sones)
2017 Never Let Me Go (feat. Angelika Vee)
2017 Home (feat. Jonathan Mendelsohn)
2017 Mass Effect
2017 Soul On The Run (& Bogdan Vix & KeyPlayer feat. Roxana Constantin)
2018 Horizon (feat. Lola Blanc)
2018 Tambores (& Graham Bell)
2018 Trance Reborn (Find Your Harmony 100 Anthem) (& David Gravell)
2018 Dark Resistance
2018 In The Dark (feat. Haliene)
2018 New Dawn (& Corti Organ and Max Cameron)
2018 Last Summer (& Garibay feat. Jake Torrey)
2019 The Melody (& NWYR)
2019 Originem (Find Your Harmony 150 Anthem)
2019 Take All Of Me (feat. Haliene)
2019 Kick, Bass & Trance (& Chukiess & Whackboi)

### Remiksy
2011 Karybde & Scilla – Tokyo 
2011 Ruben de Ronde – Timide 
2011 Faruk Sabanci – Maidens Tower 2011 
2011 W&W vs Jonas Stenberg – Alligator Fuckhouse
2011 Tiësto feat. Kay – Work Hard, Play Hard
2012  Luke Terry – Tales From The Forest 
2012  Craig Connelly – Robot Wars
2012  Roger Shah feat. Carla Werner – One Love
2012  Fabio XB & Wach vs. Roman Sokolovsky – Eternal 
2012  Fady & Mina – Kepler 22 
2012  Bobina – The Space Track 
2012  Tenishia – Where Do We Begin 
2012  Armin van Buuren feat. Jan Vayne – Serenity 
2013  Armin van Buuren & Markus Schulz – The Expedition (ASOT 600 Anthem)
2013  Andy Moor & Betsie Larkin – Love Again 
2013  Kyau & Albert – All Your Colours
2013  Zedd feat. Foxes – Clarity
2013  Jamaster A feat. Bi Bi Zhou- I Miss You Missing Me
2013  Dash Berlin feat. Sarah Howells – Go It Alone
2013  Alex M.O.R.P.H. feat. Silvia Tosun – An Angel's Love
2013  Faithless – Insomnia
2013  Armin van Buuren feat. Miri Ben-Ari – Intense
2014  Hardwell feat. Matthew Koma – Dare You 
2014 Dash Berlin – Till The Sky Falls Down
2014  Ivan Gough & Feenixpawl feat. Georgi Kai – In My Mind
2014 Sick Individuals – Wasting Moonlight
2015 Armin van Buuren – Save My Night
2015 Cosmic Gate feat. Kristina Antuna – Alone
2015 Tommy Trash feat. JHart – Wake The Giant
2015 Dimitri Vegas & Like Mike feat. Ne-Yo – Higher Place
2016 Armin van Buuren feat. Eric Vloeimans – Embrace
2016 Armin van Buuren pres. Rising Star feat. Betsie Larkin – Again
2016 The Chainsmokers feat. Halsey – Closer
2017 Armin van Buuren & Garibay feat. Olaf Blackwood – I Need You
2017 Mark Sixma & Emma Hewitt – Missing (Mark Sixma & Andrew Rayel Remix)
2018 Andrew Rayel – Let It Be Forever (Andrew Rayel & DRYM Remix)
2018 Andrew Rayel – Moments (Andrew Rayel & Alexander Popov Remix)
2018 Andrew Rayel & Garibay feat. Jake Torrey – Last Summer (Andrew Rayel & DRYM Club Mix)
2018 Andrew Rayel feat. Lola Blanc – Horizon (Aether Mix)
2019 Armin van Buuren – Lifting You Higher (ASOT 900 Anthem)
2019 The Chainsmokers & Illenium feat. Lennon Stella – Takeaway